# Sociedad Mont Pelerin
La Sociedad Mont Pelerin es una asociación multidisciplinaria creada, en palabras de sus propios fundadores y seguidores, para preservar los derechos humanos amenazados por la difusión de ideologías relativistas y afines a la extensión del poder arbitrario. Por sus características puede englobarse dentro de los grupos conocidos muy posteriormente a su creación como think tanks.

## Orígenes y miembros destacados
En 1947, el profesor Friedrich Hayek convocó a 36 intelectuales, la mayoría economistas, junto con historiadores y filósofos en el Hotel du Parc en la villa de Mont Pelerin, cerca de la ciudad de Montreux, Suiza, para discutir la situación y el posible destino del liberalismo tanto a nivel teórico como en la práctica. El grupo tomó el nombre de Sociedad Mont Pelerin en honor al lugar donde ocurrió este primer encuentro. El principal responsable de tan curioso nombre fue el economista estadounidense Frank Knight.
Entre sus miembros más destacados estuvieron Ludwig Erhard creador y conductor del «milagro alemán»; Jacques Rueff, defensor del patrón oro; Friedrich Hayek, autor del conocido libro Camino de servidumbre y Premio en Ciencias Económicas en memoria de Alfred Nobel en 1974; su mentor el también economista Ludwig von Mises; Walter Lippman, conocido periodista y ensayista; y el filósofo Karl Popper, autor de La sociedad abierta y sus enemigos.
También destacan otros economistas ganadores del Premio en Ciencias Económicas en memoria de Alfred Nobel como Milton Friedman (1976), George Stigler (1982), James M. Buchanan (1986), Maurice Allais (1988), Ronald Coase (1991), Gary Becker (1992) y Vernon Smith (2002). Otros miembros destacados son Henry Simons; el exsocialista fabiano Walter Lippmann; el filósofo y economista James Otteson, autor de The End of Socialism; Sir John Clapham, directivo del Banco de Inglaterra y presidente de la Real Sociedad Británica; Otón de Habsburgo-Lorena, heredero del trono austrohúngaro; y Max von Thurn und Taxis, jefe de la casa Thurn und Taxis.

## Declaración de principios
Al final de su primera reunión en 1947, los miembros fundadores redactaron una Declaración de Principios en la cual plasmaban su preocupación por los valores de la civilización, los cuales consideraban en peligro debido a que para la época grandes porciones del planeta les parecían carentes de las condiciones esenciales para la dignidad humana y la libertad, mientras que en otros estaban bajo constante amenaza debido a las tendencias políticas imperantes. Consideraban que la posición de los individuos y de los grupos voluntarios eran debilitados progresivamente debido a la extensión del poder arbitrario y que las más preciosas posesiones del hombre occidental, como la libertad de pensamiento y de expresión, eran amenazadas por la difusión de credos que, reclamando tolerancia cuando eran minoría, buscan solo establecer una posición de poder desde la cual suprimir todos los puntos de vista excepto el propio. 
La Sociedad sostiene que estos acontecimientos fueron fomentados gracias al aumento de una visión de la historia que niega cualquier patrón de moral absoluta y por el auge de teorías que cuestionan la validez del imperio de la ley; también habrían contribuido una caída en la confianza en la propiedad privada y en el libre mercado, sin los cuales el final de la dispersión del poder y la libre iniciativa asociados a estas instituciones harían difícil concebir una sociedad en la cual la libertad pueda ser efectivamente preservada.
Por lo tanto, considerando que lo que esencialmente es un movimiento ideológico, debería aglutinarse por medio de la argumentación intelectual y la reafirmación de los ideales válidos, la sociedad consideró que cualquier estudio adicional debería enfocarse a los siguientes temas:
- El análisis y exploración de la naturaleza de la presente crisis así como explicar su origen moral y económico.
- Redefinir las funciones del Estado para poder distinguir más claramente entre un orden totalitario y uno liberal.
- Definir métodos para restablecer el imperio de la ley y para asegurar su desarrollo de tal manera que los individuos y los grupos no puedan violar la libertad de otros y que los derechos privados no puedan convertirse en la base del poder depredador.
- La posibilidad de establecer reglas mínimas a través de medios no hostiles a la iniciativa y al funcionamiento del mercado.
- Definir métodos para combatir el uso indebido de la historia al servicio de credos hostiles a la libertad.
- El problema de la creación de un orden internacional conducente a salvaguardar la paz y la libertad y que permita el establecimiento de relaciones económicas internacionales armoniosas.

## Diferencias en cuanto a libertad e intervencionismo
Según se recoge en relatos de Milton Friedman; en el primer encuentro celebrado por la Mont Pelerin Society, en el año 1947, en un punto del debate sobre la distribución del ingreso y un sistema tributario progresivo llamado impuesto negativo sobre la renta, Ludwig von Mises se levantó, se dirigió a los participantes y proclamó “todos ustedes son un grupo de socialistas”; y salió de la habitación. Esto debido a sus ideas radicales del libre mercado, que no era acompañada por otros miembros.
La postura de Hayek sobre el papel del gobierno en la economía abarca más aspectos de los que defendería Mises —el cual se ceñía a la aplicación de las leyes en defensa de la libertad y la propiedad—. Al respecto, Hayek no es contrario a ciertos efectos redistributivos para hacer más atractiva a la sociedad libre, ni que el gobierno pueda proveer de ciertos bienes que el mercado era incapaz de generar por sí mismo o actuar en circunstancias excepcionales y anómalas de la vida económica. Debido a estos elementos algunos miembros de la escuela austriaca ven en Hayek más a un socialdemócrata que a un liberal clásico e incluso consideran que esa postura le permitió la concesión del Premio en Ciencias Económicas en memoria de Alfred Nobel en 1974, galardón o reconocimiento que le fue negado a Mises.
También se aprecia esta disparidad de ideas según lo que recoge Jorg Guido Hulsmann en su ensayo Contra los neoliberales:

La coexistencia dentro de la Sociedad Mont Pèlerin de grupos con orientaciones tan distintas era conocida por sus miembros. También era bastante evidente incluso para las incorporaciones. Un buen ejemplo fue Jean-Pierre Hamilius, un joven catedrático de empresa y economía en Luxemburgo, a quien Mises conocía por correspondencia. [...] El joven catedrático de Luxemburgo estuvo tomando notas y discutiendo ansiosamente los planes intervencionistas de diversos miembros que no eran todavía parte de “la vieja guardia”. Así, John van Sickle proponía gravar a los herederos ricos, Wilhelm Röpke estaba a favor de subsidios a los propietarios de viviendas y Otto Veit argumentaba que unos impuestos más duros no impedirían que los empresarios trabajaran.
Jorg Guido Hülsmann

## Influencia de la Sociedad en la economía y la política mundiales
Tanto simpatizantes como antagonistas de la Sociedad Mont Pelerin en particular, y del liberalismo en general, han creído encontrar influencias de esta organización en hechos recientes de la historia que habrían tenido repercusiones de alcance mundial.
Por ejemplo, tanto John Blundell, director general del Institute of Economic Affairs de Londres (instituto creado por Anthony Fisher, seguidor de las ideas de Hayek), como Ted Wheelwright (izquierdista), del Centro Transnacional de la Universidad de Sídney, dan por sentada la influencia de Anthony Fisher (y por lo tanto de la Sociedad Mont Pelerin y Hayek) sobre el auge del thatcherismo y las ideas liberales en Inglaterra.
Asimismo también es clásico el atribuir a Milton Friedman el haber influido con ideas liberales al gobierno de Ronald Reagan, así como la inclusión de medidas de inspiración liberal durante la dictadura golpista en Chile a partir de 1973 , a través de los llamados Chicago Boys; y en el gobierno chino a partir de 1980.
Sin embargo, otros dudan de la efectividad a largo plazo de la estrategia de Hayek, pues consideran que al haber este desaconsejado la incursión en la política en favor de la difusión académica de las ideas liberales, se privó al liberalismo de mostrar desde un principio las bondades prácticas de ese ideario llevadas a cabo por políticos liberales, de llegar a alcanzar cargos de gobierno, y que la investigación de temas teóricos liberales vendría por sí solo como consecuencia de ese éxito político.

## Reuniones de la Sociedad

### Reuniones generales
1. ª Mont Pelerin, Suiza, 1-10 de abril de 1947
2. ª Seelisberg, Suiza, 3-10 de julio de 1949
3. ª Bloemendaal, Países Bajos, 3-10 de septiembre de 1950
4. ª Beauvallon, Francia, 9-16 de septiembre de 1951
5. ª Seelisberg, Suiza, 7-12 de septiembre de 1953
6. ª Venecia, Italia, 6-11 de septiembre de 1954
7. ª Berlín, Alemania, 29 de agosto-3 de septiembre de 1956
8. ª Sankt-Moritz, Suiza, 2-8 de septiembre de 1957
9. ª Princeton, Nueva Jersey, EE. UU., 8-13 de septiembre de 1958
10. ª Oxford, Reino Unido, 7-12 de septiembre de 1959
11. ª Kassel, Alemania, 5-10 de septiembre de 1960
12. ª Turín, Italia, 3-9 de septiembre de 1961
13. ª Knokke, Bélgica, 9-15 de septiembre de 1962
14. ª Semmering, Austria, 7-12 de septiembre de 1964
15. ª Stresa, Italia, 3-8 de septiembre de 1965
16. ª Vichy, Francia, 11-16 de septiembre de 1967
17. ª Aviemore, Reino Unido, 1-7 de septiembre de 1968
18. ª Múnich, Alemania, 31 de agosto-5 de septiembre de 1970
19. ª Montreux, Suiza, 3-9 de septiembre de 1972
20. ª Bruselas, Bélgica, 8-14 de septiembre de 1974
21. ª St. Andrews, Reino Unido, 22-28 de agosto de 1976
22. ª Hong Kong, 3-9 de septiembre de 1978
23. ª Hoover Institution, Universidad de Stanford, EE. UU., 7-12 de septiembre de 1980
24. ª Berlín, Alemania, 5-10 de septiembre de 1982
25. ª Cambridge, Reino Unido, 2-8 de septiembre de 1984
26. ª Saint-Vincent, Italia, 31 de agosto-6 de septiembre de 1986
27. ª Tokio/Kyoto, Japón, 5-9 de septiembre de 1988
28. ª Múnich, Alemania, 2-8 de septiembre de 1990
29. ª Vancouver, Canadá, 30 de agosto-4 de septiembre de 1992
30. ª Cannes, Francia, 25-30 de septiembre de 1994
31. ª Viena, Austria, 8-13 de septiembre de 1996
32. ª Washington D. C., EE. UU., 30 de agosto-4 de septiembre de 1998
33. ª Santiago de Chile, Chile, 2000
34. ª Londres, Reino Unido, 2002
35. ª Salt Lake City, EE. UU., 2004
36. ª Ciudad de Guatemala, Guatemala, 2006
37. ª Tokio, Japón, 2008
38. ª Sídney, Australia, 2010
39. ª Praga, República Checa, 2012
40. ª Hong Kong, China, 2014
41. ª Miami, EE. UU., 2016
42. ª Las Palmas de Gran Canaria, España, 30 de septiembre-6 de octubre de 2018
43. ª Oslo, Noruega, 5 de octubre-8 de octubre de 2022

### Reuniones regionales
1. Tokio, Japón, 1966
2. Caracas, Venezuela, 1969
3. Rockford, EE. UU., 1971
4. Salzburgo, Austria, 1973
5. Ciudad de Guatemala, Guatemala, 1973
6. Hillsdale, EE. UU., 1975
7. París, Francia, 1977
8. Ámsterdam, Holanda, 1977
9. Madrid, España, 1979
10. Estocolmo, Suecia, 1981
11. Viña del Mar, Chile, 1981
12. Vancouver, Canadá, 1983
13. París, Francia, 1984
14. Sídney, Australia, 1985
15. Indianápolis, EE. UU., 1987
16. Christchurch, Nueva Zelanda, 1989
17. Antigua, Guatemala, 1990
18. Big Sky, Montana, EE. UU., 1991
19. Praga, Checoslovaquia, 1991
20. Río de Janeiro, Brasil, 1993
21. Ciudad del Cabo, Sudáfrica, 1995
22. Cancún, México, 1996
23. Barcelona, España, 1997
24. Vancouver, Canadá, 1999
25. Potsdam, Alemania, 1999
26. Bratislava, Eslovaquia, 2001
27. Chattanooga, EE. UU., 2003
28. Hamburgo, Alemania, 2004
29. Reykjavik, Islandia, 2005

### Reuniones especiales
1. Taipéi, Taiwán, 1978
2. Taipéi, Taiwán, 1988
3. Mont Pelerin, Suiza, 1997
4. Bali, Indonesia, 1999
5. Goa, India, 2002
6. Sri Lanka, India, 2004
7. Nairobi, Kenia, 2007
8. Nueva York, EE. UU., 2009
9. Estambul, Turquía, 2011
10. Fez, Marruecos, 2012
11. Islas Galápagos, Ecuador, 2013
12. Estocolmo, Suecia, 2017
13. Stanford, EE. UU., 2020
14. Ciudad de Guatemala, Guatemala, 2021

## Presidentes
1. Prof. F. A. von Hayek, Reino Unido, 1947-61
2. Prof. Wilhelm Ropke, Suiza, 1961-62
3. Prof. John Jewkes, Reino Unido, 1962-64
4. Prof. Friedrich Lutz, Alemania, 1964-67
5. Prof. Bruno Leoni, Italia, 1967-68
6. Prof. Günter Schmölders, Alemania, 1968-70
7. Prof. Milton Friedman, EE. UU., 1970-72
8. Prof. Arthur Shenfield, Reino Unido, 1972-74
9. Prof. Gaston Leduc, Francia, 1974-76
10. Prof. George Stigler, EE. UU., 1976-78
11. Prof. Manuel Ayau, Guatemala, 1978-80
12. Prof. Chiaki Nishiyama, Japón, 1980-82
13. Lord Harris of High Cross, Reino Unido, 1982-84
14. Prof. James M. Buchanan, EE. UU., 1984-86
15. Prof. Herbert Giersch, Alemania, 1986-88
16. Prof. Antonio Martino, Italia, 1988-90
17. Prof. Gary Becker, EE. UU., 1990-92
18. Prof. Max Hartwell, Reino Unido, 1992-94
19. Prof. Pascal Salin, France, 1994-96
20. Dr. Edwin J. Feulner, EE. UU., 1996-98
21. Dr. Ramón Díaz, Uruguay, 1998-00
22. Prof. Christian Watrin, Alemania, 2000-02
23. Prof. Leonard P. Liggio, EE. UU., 2002-04
24. Profa. Victoria Curzon-Price, Suiza, 2004-06
25. Prof. Pedro Schwartz, España, 2014-16
26. Prof. Peter Boettke, Estados Unidos, 2016–18
27. Prof. John B. Taylor, Estados Unidos, 2018–20
28. Linda Whetstone, Reino Unido, 2020–21
29. Gabriel Calzada (2021–)